# Luigi Lusi
Luigi Lusi (Roma, 25 novembre 1961) è un politico italiano, senatore della Repubblica dal 2006 al 2013..
Tesoriere de La Margherita, è stato condannato in via definitiva per appropriazione indebita dei rimborsi elettorali del partito.

## Biografia
Originario dell'Abruzzo ma nato a Roma,. dal 1990 al 1994 è stato segretario del Comitato Centrale dell'Associazione Guide e Scout Cattolici Italiani (AGESCI). Laureatosi in giurisprudenza, è stato consulente giuridico del sindaco di Roma Francesco Rutelli per le politiche della casa (1994-1996) e per le politiche della sicurezza (1996-1997), e consulente giuridico delle Associazioni Cristiane dei Lavoratori Italiani (ACLI). Dopo aver conseguito il titolo di avvocato, dal 1997 esercita la professione forense. Dal 1998 al 2000 ha esercitato le funzioni di magistrato onorario presso il Tribunale di Velletri.
In seguito è stato delegato del sindaco di Roma (1999-2001), consigliere di amministrazione di Metroferro (2000), vicepresidente di Trambus (2000-2004) e tesoriere del comitato in sostegno della candidatura di Francesco Rutelli a Presidente del Consiglio per il centro-sinistra alle elezioni politiche del 2001. In seguito è stato tesoriere del partito La Margherita (2002-2012), co-tesoriere della lista elettorale "Uniti nell'Ulivo" (2004-2007), dell'Unione (dal 2005) e tesoriere europeo del Partito Democratico Europeo.
Alle elezioni politiche del 2006 è stato eletto al Senato della Repubblica, candidato nella circoscrizione Veneto tra le liste de La Margherita. Durante la XV legislatura ha aderito al gruppo parlamentare de L'Ulivo ed è stato segretario della Giunta delle elezioni e delle immunità parlamentari, membro della Commissione Bilancio, della Commissione Agricoltura (in sostituzione del viceministro al MEF del governo Prodi II Roberto Pinza), della Commissione parlamentare per le questioni regionali, del Comitato parlamentare per i procedimenti di accusa, della Commissione per la vigilanza sulla cassa depositi e prestiti e del Consiglio di garanzia.
Rieletto al Senato alle elezioni politiche del 2008, nel corso della XVI legislatura ha aderito al gruppo palramentare del Partito Democratico e ha ricoperto gli incarichi di vicepresidente della Commissione Bilancio e di membro della Giunta per le elezioni e le immunità parlamentari, del Comitato parlamentare per i procedimenti di accusa, della Commissione Politiche europee e della Commissione straordinaria per il controllo dei prezzi. Da febbraio 2012 è stato membro della Commissione Esteri del Senato.
Nonostante la vicinanza politica a Francesco Rutelli, quando questi nel 2009 fondò Alleanza per l'Italia, decise di rimanere nel PD.

## Procedimenti giudiziari
Il 31 gennaio 2012 Luigi Lusi fu iscritto nel registro degli indagati della Procura della Repubblica di Roma con l'accusa di appropriazione indebita, per aver sottratto circa 13 milioni di euro dalle casse de La Margherita, di cui era tesoriere. Secondo l'accusa, Lusi aveva creato una contabilità parallela, sfuggita ai revisori dei conti, e trasferito parte dei rimborsi elettorali spettanti al partito attraverso novanta bonifici, a una società a lui intestata con sede in Canada, per poi riportare in Italia il capitale tramite lo scudo fiscale promosso dal governo Berlusconi IV e impiegarlo in gran parte per operazioni immobiliari.
All'indomani dell'avviso di garanzia Lusi fu espulso dal gruppo parlamentare del PD al Senato e costretto a dimettersi da vicepresidente della Commissione Bilancio del Senato, da membro della Giunta per le elezioni e le immunità parlamentari e da membro del Comitato parlamentare per i procedimenti di accusa. Il 6 febbraio la commissione di Garanzia del PD presieduta da Luigi Berlinguer lo espulse anche dal partito, perché ritenuto "incompatibile con i principi ispiratori dello stesso PD" Tre anni dopo l'espulsione dal PD fu tuttavia dichiarata illegittima dal tribunale civile di Roma. Anche Francesco Rutelli, già leader de La Margherita commentò molto duramente le notizie circa l'operato di Lusi.
Nei primi interrogatori, Lusi si dichiarò responsabile dei prelievi di denaro dalle casse del partito e propose di patteggiare un anno di reclusione e la restituzione di metà della somma.. Il 3 maggio 2012 il Giudice per le indagini preliminari di Roma inviò al Senato la richiesta d'arresto di Lusi per il pericolo di inquinamento delle prove. Di fronte alla Giunta per le Autorizzazioni del Senato, il 16 maggio Lusi affermò di aver elargito diverse somme a esponenti di spicco del partito, i quali annunciarono di denunciarlo per diffamazione. Il 20 giugno il Senato approvò la relazione del presidente della Giunta per le Autorizzazioni Marco Follini, favorevole a concedere le misure cautelari nei confronti di Lusi, con 155 si, 13 no, un astenuto e la non partecipazione al voto del gruppo del PdL. Fu la prima volta nella storia repubblicana che il Senato votò a scrutinio palese la domanda di autorizzazione a procedere e la prima che concesse l'arresto di un suo membro.
Nel colloquio di convalida dell'arresto, Lusi si difese chiamando nuovamente in causa i principali esponenti de La Margherita. Il 12 settembre gli furono concessi gli arresti domiciliari presso il Santuario della Madonna dei Bisognosi a Pereto, in provincia dell'Aquila.
Il 30 dicembre 2013 la Corte dei Conti lo ha condannato a versare 22,8 milioni di euro allo Stato per danno erariale a fronte di una richiesta di patteggiamento di 16. Il 3 dicembre 2015 tuttavia la Sezione Prima giurisdizionale Centrale d'Appello della Corte dei Conti accolse l'appello del Lusi avverso la sentenza del 30 dicembre 2013 e, in riforma di quella impugnata sentenza, dichiarò il difetto di giurisdizione della Corte dei Conti.
In primo grado Lusi fu condannato a otto anni di reclusione il 2 maggio 2014. In appello la pena venne ridotta a sette anni. Il 19 dicembre 2017 la Corte di Cassazione confermò la condanna a sette anni riducendo peraltro l'interdizione perpetua dai pubblici uffici a interdizione di 5 anni, con interdizione di un anno dalla professione legale. Il successivo 20 dicembre Lusi si costituisce nel carcere di Avezzano. Dal 2019 gli fu concesso l'affidamento ai servizi sociali.
Il 12 dicembre 2023 il Tribunale di Roma ha condannato Lusi a risarcire al suo ex partito, ora in liquidazione, la somma di 19.534.200 euro, oltre alle spese legali, per le appropriazioni indebite perpetrate, oltre alla calunnia nei confronti di Francesco Rutelli.